# Tmesisternus avarus
Tmesisternus avarus es una especie de escarabajo del género Tmesisternus, familia Cerambycidae. Fue descrita científicamente por Pascoe en 1868.
Habita en Papúa Nueva Guinea. Esta especie mide 13-14 mm.